# Добийся успіху: Все за перемогу
«Добийся успіху: Всі за перемогу» (англ. Bring It On: In It to Win It) — американська спортивна комедія про змагання університетських груп підтримки.

## Сюжет
Відважні «Ракети» Східного узбережжя самовпевнено і хоробро перемагають у змаганнях останні декілька років. Тепер заповзятливі «Акули» із Західного узбережжя вирішили, що настала година здобути корону своїй команді. Коли мрії привезти головний приз додому загрожує небезпека, лідери обох команд розуміють, що їм доведеться працювати разом, щоб добитися успіху, як ніколи раніше!